# リンパ球増多症
リンパ球増多症（リンパきゅうぞうたしょう、Lymphocytosis）は、血液中のリンパ球の数または割合が増加する事象である。絶対的リンパ球増多症は、リンパ球数が正常範囲を超えて増加している状態であり、相対的リンパ球増多症は、白血球数に対するリンパ球の割合が正常範囲を超えている状態を指す。成人ではリンパ球数が5000/μL（5.0×109/L）以上、小児では7000/μL以上、乳児では9000/μL以上の場合、絶対的リンパ球増多症となる。リンパ球は通常、循環白血球の20から40%を占めている。リンパ球の割合が40%を超えると、相対的リンパ球増多症と認識される。

## 成因
リンパ球増多症は、感染症の特徴であり、特に小児で顕著である。高齢者では、慢性リンパ性白血病やリンパ腫などのリンパ増殖性疾患が、しばしばリンパ節腫脹とリンパ球増多を呈する。
絶対的リンパ球増多の原因には以下のものがある。
- 伝染性単核球症[3]（腺熱）、肝炎[3]、サイトメガロウイルス感染症[3]等の急性ウイルス感染症
- 百日咳等のその他の急性感染症[3]
- トキソプラズマ症やアメリカトリパノソーマ症（シャーガス病）等の原虫感染症
- 結核[3]やブルセラ症[3]などの慢性細胞内細菌感染症
- 慢性リンパ性白血病[4]
- 急性リンパ芽球性白血病[5]
- リンパ腫[6][7]
- 脾臓摘出術後[8]
- CARD11関連先天性B細胞リンパ球症（稀。ベンタ病（英語版）としても知られる）[9]

相対的リンパ球増多の原因には以下のものがある。 
- 年齢が2歳未満
- 急性ウイルス感染症
- 結合組織疾患（英語版）[10]
- 甲状腺中毒症[11]
- アジソン病[12]
- 脾臓血球貯留を伴う脾臓肥大（英語版）[13]

## 診断
リンパ球増多症は通常、全血球算定により発見される。それ以外では、リンパ球数は総白血球（WBC）数に鑑別数に含まれるリンパ球の割合を乗じて算出する事が出来る。また、リンパ球数はフローサイトメトリーで直接測定する事も出来る。